# Plena Ilustrita Vortaro

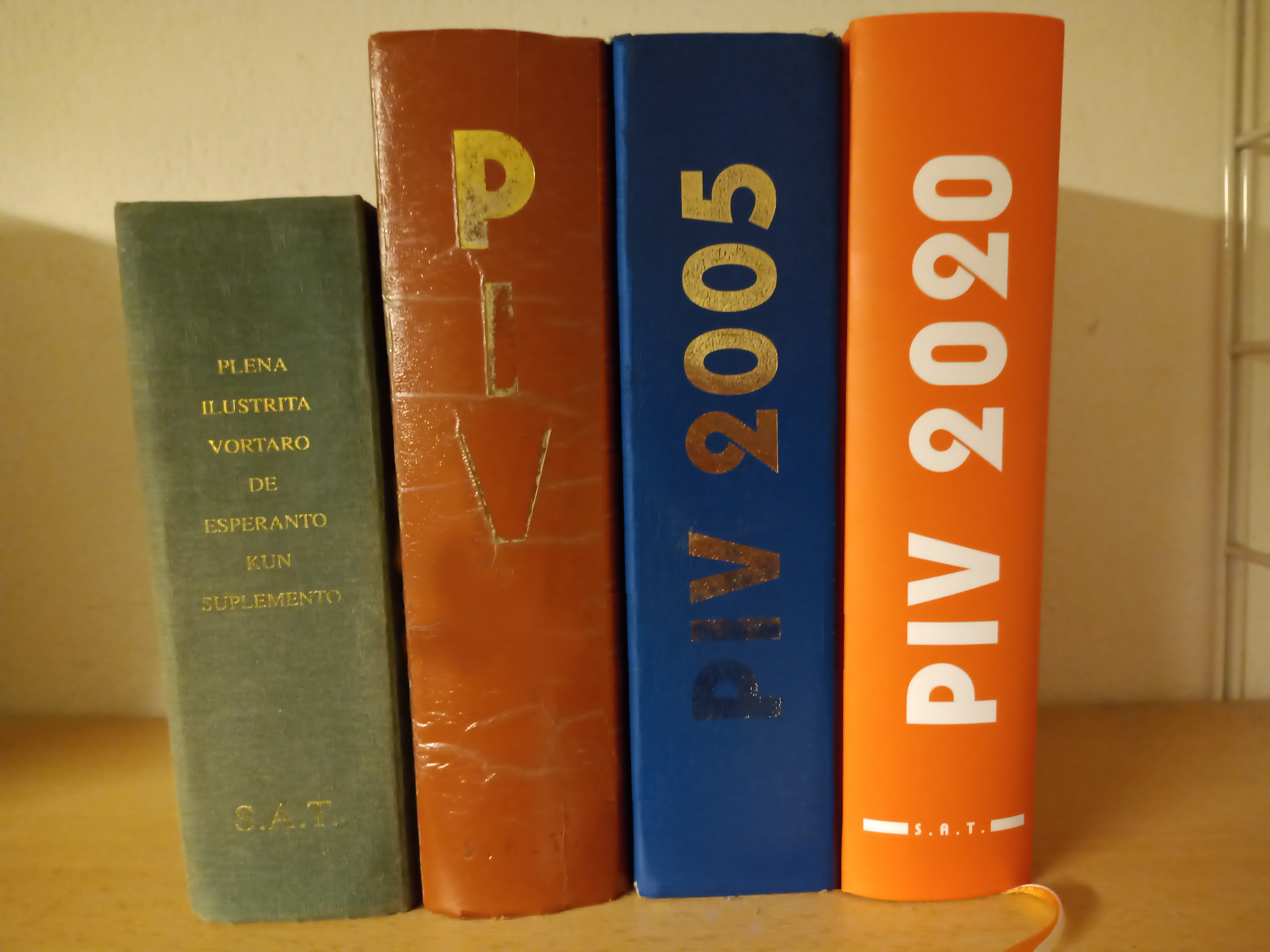
PIV 1987, PIV 2002, PIV 2005 und PIV 2020

Das Plena Ilustrita Vortaro (PIV) ist das größte einsprachige Wörterbuch des Esperanto. Es erschien erstmals 1970 und wurde von dem Sprachwissenschaftler Gaston Waringhien betreut.

## Vorläufer
Die inoffizielle Sprachautorität des Esperanto war zunächst der Sprachgründer Ludwik Lejzer Zamenhof. 1894 erschien sein Universala Vortaro, das 1905 als eines der Fundamente der Sprache anerkannt wurde. Der Sprach-Ausschuss, später Akademio de Esperanto genannt, hat seit 1908 acht so genannte „offizielle Nachträge“ veröffentlicht.
1927 regte der Esperanto-Funktionär Eugène Lanti das Plena Vortaro (PV) an, es erschien 1930 beim Arbeiter-Esperanto-Bund SAT in Paris. Chefredakteur war Prof. Emile Grosjean-Maupin. 1954 erschien eine Neuauflage mit einem Nachtrag.

## Das klassische PIV

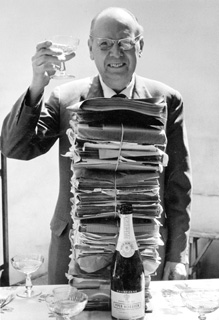
Gaston Waringhien hinter dem Manuskript des ersten PIV.

Ebenfalls erschien 1970 das Plena Ilustrita Vortaro de Esperanto, verfasst von einem Team unter dem Sprachwissenschaftler Gaston Waringhien, dem Vorsitzendem der Esperanto-Akademie. Er hatte bereits am PV mitgearbeitet. Die Illustrationen gab es im PIV allerdings nur in einem Sonderteil am Ende. Das PIV brachte das lexikalische Material auf den neuesten Stand und ging das Problem des Fachwörterschatzes auf professioneller Grundlage an. Es wurde zum autoritativen Standardwerk.
Nach einer zweiten Auflage 1977 brachte das Esperanto-Jubiläumsjahr 1987 eine Neuausgabe mit Nachtrag, das Plena Ilustrita Vortaro de Esperanto kun Suplemento (PIVS). Aber es zeigte sich der Bedarf an einer gründlichen Überarbeitung, die die Entwicklungen in der Weltpolitik und vor allem in Wissenschaft und Technik berücksichtigte. Dazu gehörte auch die Informatik mit den in den Alltag eindringenden Computern.

## Spätere Ausgaben
Im Jahr 1990 beauftragte SAT den Sprachwissenschaftler Michel Duc-Goninaz mit einer Neuausgabe, an der weltweit Hunderte von Mitarbeitern und Lektoren mitwirkten. Im Frühling 2002 erschien diese Ausgabe unter dem Namen La Nova Plena Ilustrita Vortaro de Esperanto (NPIV). Sie hat 16.780 Stichwörter mit insgesamt 46.890 lexikalischen Einheiten, darunter viele neue Fachwörter (wie z. B. kardanartiko oder filoksero). Verstärkt hat das NPIV von 2002 Slangausdrücke aufgenommen. Diese stark erweiterte und überarbeitete Ausgabe wurde von der Esperantogemeinschaft als lange überfällige Anpassung an den aktuellen Sprachstand begrüßt, vor allem durch die Aufnahme vieler moderner Wörter sowie die Bereinigung systemischer Schwächen in der Fachterminologie. Sie erntete jedoch auch einige Kritik, z. B. wegen der Einführung einer nicht unerheblichen Menge überflüssiger Neologismen und zahlreicher neuer Synonyme.
Im Jahre 2005 lieferte SAT eine weitere Neuausgabe unter der früheren Bezeichnung Plena Ilustrita Vortaro (1265 Seiten, Format 24,5 × 15,5 cm), bei der es sich im Wesentlichen um eine fehlerbereinigte und leicht aktualisierte Ausgabe des NPIV von 2002 handelt. Federführend waren Michel Duc-Goninaz und Claude Roux.
2020 erschien eine komplett überarbeitete Ausgabe, die als letzte reguläre Ausgabe angedacht ist. Federführend war Bertilo Wennergren. In Zukunft soll es stattdessen nur noch Book-on-Demand-Ausgaben auf Basis des aktuellen Online-Wörterbuchs geben.

## Onlineausgabe vortaro.net
2010 hat SAT zusammen mit E@I in einem Crowdfunding 10 000 € gesammelt um die 2005er-Ausgabe zu digitalisieren. Nach zweijähriger Arbeit erschien 2012 die erste Beta-Version der Onlineausgabe, die man kostenlos nutzen kann.
2020 wurde das Design und der Inhalt parallel zur Veröffentlichung des PIV 2020 von Bertilo Wennergren komplett überarbeitet und modernisiert. Es soll sich nun permanent weiterentwickeln und zukünftige Ausgaben des Buches sollen auf Basis der Onlineausgabe erstellt werden, statt wie früher andersherum.